# Chamillionaire
Хаким Серики (англ. Hakeem Seriki), более известный под псевдонимом Chamillionaire — американский рэпер, певец и исполнительный директор Chamillitary Entertainment. Он начал свою карьеру в 2002 году с выпуска нескольких независимых релизов. В 2005 году он подписывает контракт с лейблом Universal Records, на котором выпускает альбом The Sound of Revenge. В 2007 году он выпускает Ultimate Victory.

## Личная жизнь
Хаким Серики женат на Детра Серики и имеет сына - Хавьер. Кроме того, в 2010 году, мать рэппера тяжело заболела онкологией, вследствие чего рэппер решил продать свое поместье, чтобы оплатить ее медицинские счета.

## Карьера

### Детство и начало карьеры
Хаким Серики родился 28 ноября 1979 года в городе Вашингтон в семье, где он был старшим из 4-х детей. Отец был из штата Ойо, Нигерии, и был мусульманином, а мать была христианкой. Когда ему было 4 года, его семья переехала в Хьюстон. Хакиму не разрешалось слушать рэп, но по вечерам он убегал к друзьям, с которыми слушал N.W.A, UGK и The Geto Boys. Под влиянием этих групп он начал сочинять свои собственные рифмы. Серики выбрал себе псевдоним Chamillionaire, который образован от слов «хамелеон» (англ. chameleon) и «миллионер» (англ. millionaire), такой выбор псевдонима, Chamillionaire объяснил умением адаптироваться под разные стили рэп музыки.. Во время концерта, Серики и его друг Пол Уолл (англ. Paul Wall) встретили Майкла «5000» Уоттса (англ. Michael "5000" Watts), популярного микстейп-диджея из северного Хьюстона, который предложил им сотрудничество. Уоттс пригласил их на свою студию для записи фристайла. Уоттсу настолько понравился этот фристайл, что он добавил один куплет из него на свой микстейп. Вскоре Серики и Уолл стали регулярно появляться на различных микстейпах, участвовали в записи нескольких микстейпов Уоттса и стали участниками лейбла Swishahouse. Вскоре Chamillionaire и Пол Уолл основали свою группу The Color Changin' Click, а в 2002 году они выпустили альбом Get Ya Mind Correct, который продался тиражом в 200 000 копий. Журнал The Source номинировал его на награду «лучший независимый альбом 2002 года» (англ. Independent album of the year).

### 2005—2006: The Sound of Revenge
Первым крупным сольным релизом рэпера стал The Sound of Revenge, выпущенный 22 ноября 2005 года на лейблах Chamillitary Entertainment и Universal Records. Альбом дебютировал на десятом месте в Billboard 200. Главный сингл альбома, «Turn It Up», стал хитом, а сингл «Ridin'» получил премию «Грэмми» за «Лучшее рэп исполнение дуэтом или группой» и возглавил Billboard Hot 100. Также на эту песню была сделана пародия «White & Nerdy», исполненная «Странным Элом» Янковичем и достигшая сопоставимого успеха, дойдя до 9 строки Billboard Hot 100. Третьим синглом с альбома стал Grown and Sexy.
Бонусный трек Grind Time попал в саундтрек к игре NBA Live 06. В феврале 2006 года вышла изменённая версия альбома, под названием The Sound of Revenge (Screwed & Chopped).

### 2007—2008: Ultimate Victory

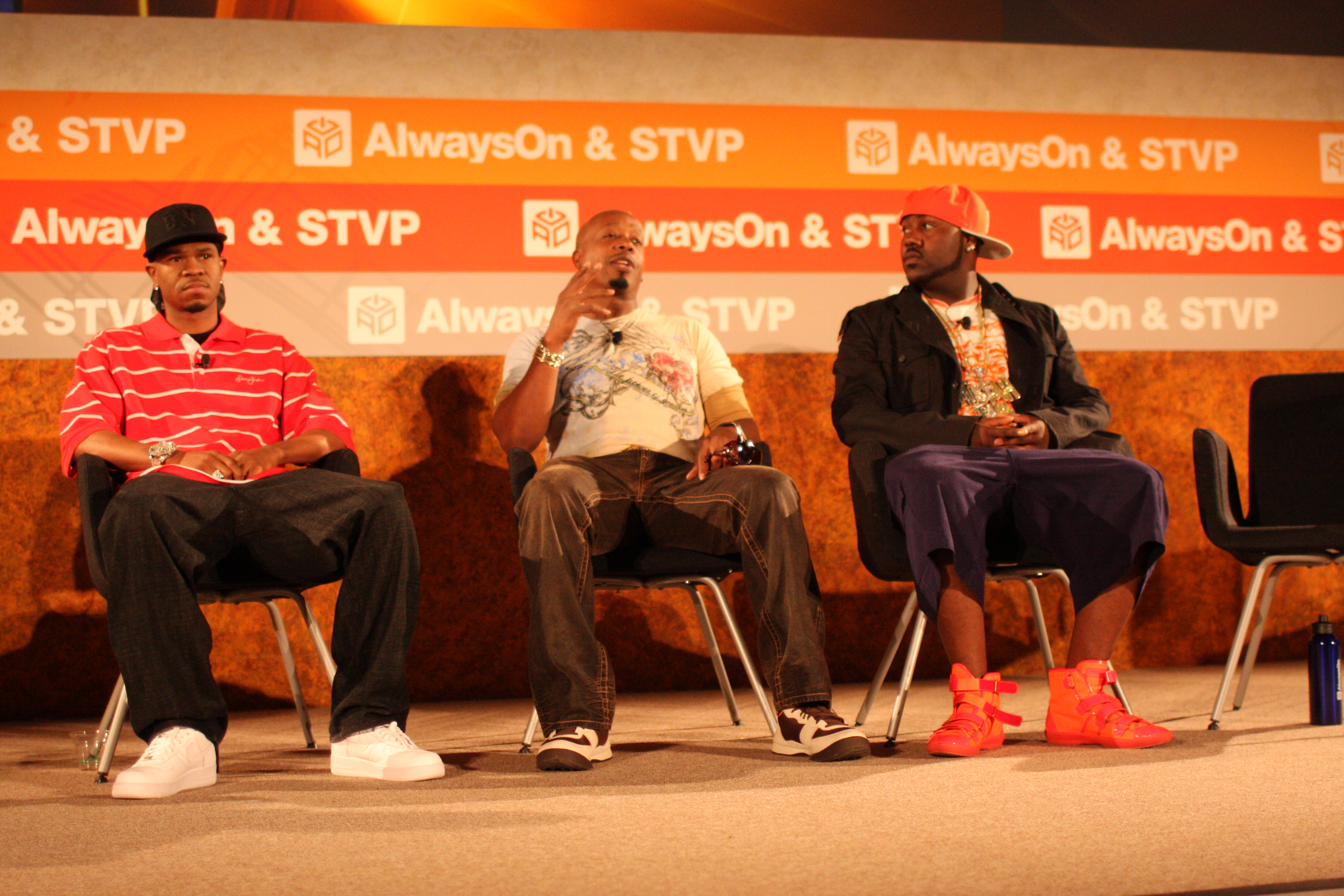
Chamillionaire (слева) вместе с MC Hammer и Mistah F.A.B. 24 июля 2008 года.

Для продвижения своего нового альбома, 18 июля 2007 года Chamillionaire выложил на своём сайте Mixtape Messiah 3 в качестве прелюдии к его новому альбому. 18 сентября 2007 года он выпустил второй студийный альбом Ultimate Victory. На нём Chamillionaire не произнёс ни одного бранного слова. Среди гостей были UGK, Krayzie Bone, Lil' Wayne, Famous, Tony Henry, Devin the Dude и Lloyd. Первым синглом с альбома стал Hip Hop Police.

### 2008—настоящее время: Последний Mixtape Messiah, The Playlist Poison, Venom и Major Pain
В ноябре 2008 года Chamillionaire заявил о желании выпустить третий студийный альбом Venom в начале 2009 года. После этого он выпускает Mixtape Messiah 6 в качестве прелюдии к третьему альбому. Первый выпущенный сингл с альбома Venom, Creepin' (Solo), исполненный совместно с Ludacris, достиг первого места в чарте Billboard Bubbling Under R&B/Hip-Hop Singles. 2-й и 3-й синглы, «Good Morning» и «Main Event», исполненный совместно с Paul Wall и Slim Thug, так же оказались на высоте. На сингл Main Event так же был снят клип, но не был выпущен из-за разногласий рэпера с лейблом. Позже он анонсировал, что Mixtape Messiah 7 будет последним микстейпом в серии Mixtape Messiah, а также что он отменил альбом Venom для того, чтобы создать различный материал для его третьего альбома.
29 сентября 2009 года, после голосования на официальном сайте, было анонсировано, что третий альбом будет называться Venom. Первым синглом с альбома будет Good Morning, а релиз намечен на 22 июня 2010 года.
23 декабря 2009 года, Chamillionaire через свою страницу на YouTube объявил, что он запускает новую серию микстейпов Major Pain. Первый диск этой серии появился на официальном сайте 2 февраля 2010 года.
14 января 2011 года, Chamillionaire объявил о том, что он уходит из Universal Records. Рэпер выпустил 4 сингла из Playlist Poison. Первый из них «When Ya On» совместно с Nipsey Hussle, далее он выпускает «This My World» с Big K.R.I.T., «Charlie Sheen» вместе с Rock D & Killer Mike, а также «Passenger Seat» с Short Dawg. 18 апреля 2011 года рэпер выпускает микстейп Major Pain 1.5 для бесплатного скачивания с его официального сайта. Затем, он выпустил ещё 3 микстейпа: Badazz Freemixes, Badazz Freemixes 2 и Badazz Slowmixes.
20 марта 2012 года, рэпер выпускает мини-альбом Ammunition, который содержит восемь песен. 12 февраля 2013 года, Chamillionaire выпускает ещё один мини-альбом под названием Elevate. Он выпустит свой третий студийный альбом под названием Poison вместе с непрослушанным материалом в 2013 году. Альбом будет включать видео на каждый трек в альбоме.

## Дискография
Сольные:
- 2005 — The Sound of Revenge
- 2007 — Ultimate Victory
- TBA — Poison

EP:
- 2012 — Ammunition EP
- 2013 — Elevate EP
- 2013 — Reignfall EP

Совместно с Paul Wall:
- 2002 — Get Ya Mind Correct
- 2005 — Controversy Sells

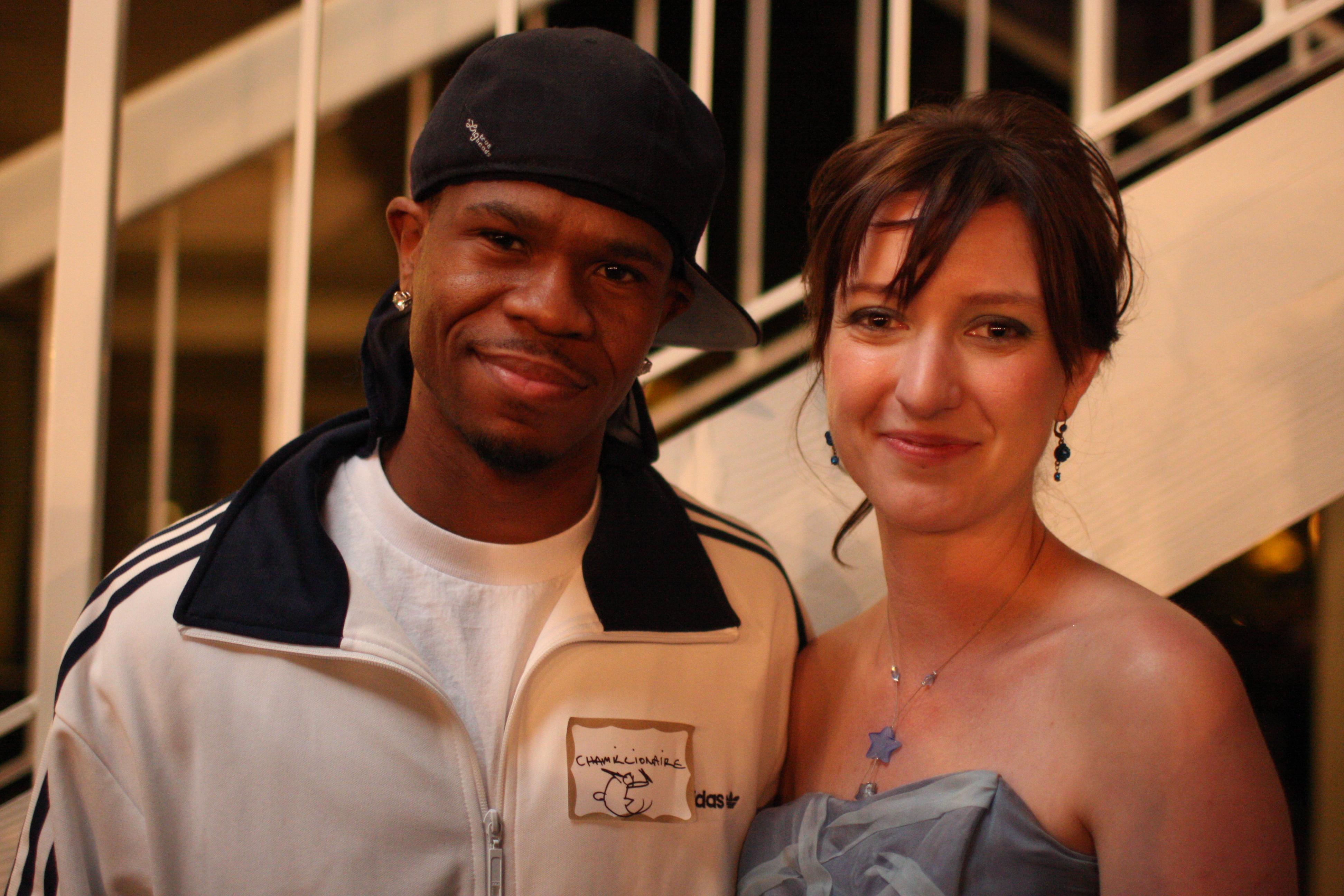
Chamillionaire и Cyan Banister

Совместно с The Color Changin' Click:
- 2005 — Chamillitary